# Martine Billard
Martine Billard (* 7. Oktober 1952 in Boulogne-Billancourt) ist eine französische Politikerin.

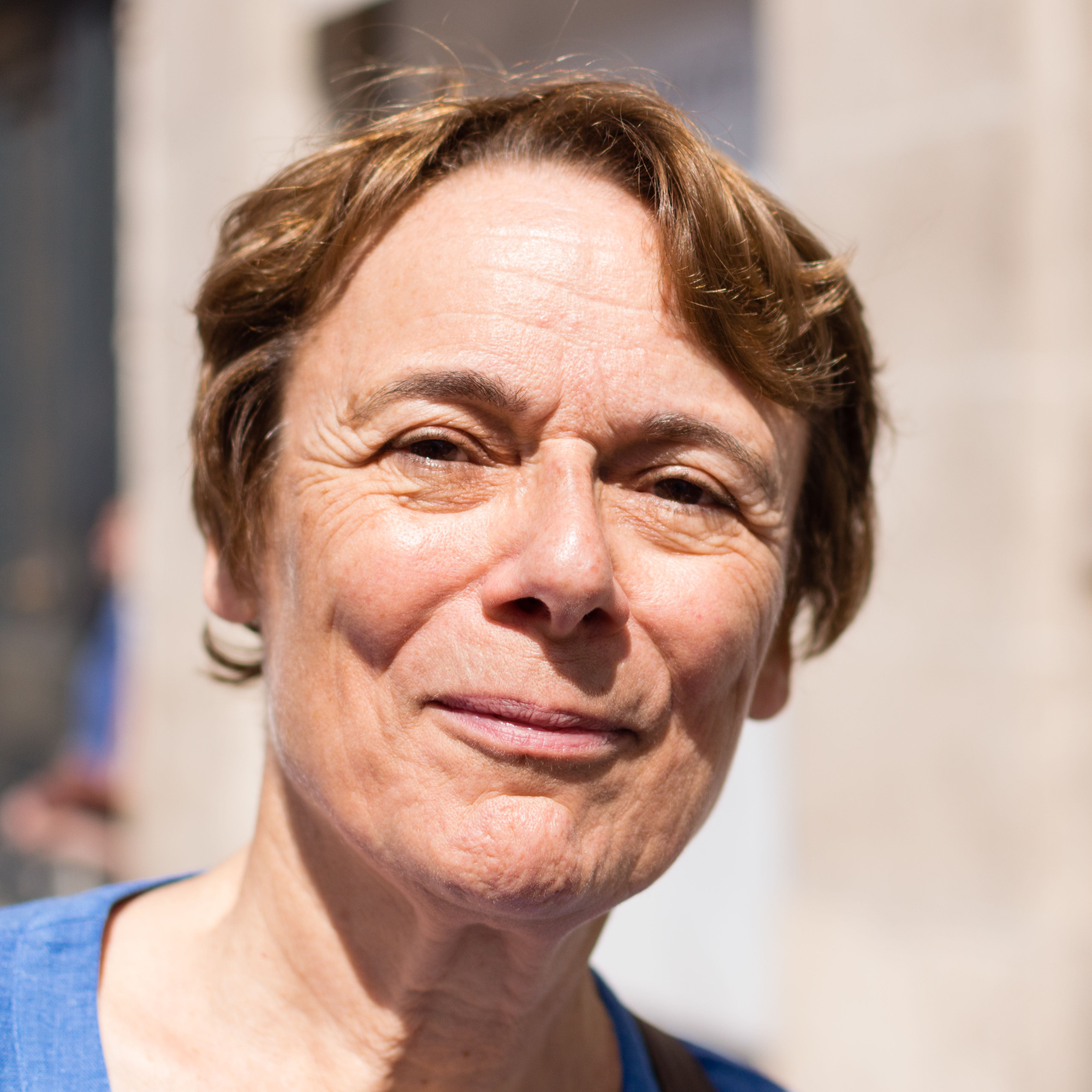
Martine Billard 2017

## Leben
Martine Billard engagierte sich seit Mai 1968 in der Bewegung der Comité d'action lycéen und kämpfte gegen den Rechtsextremismus. In den 1970er Jahren nahm sie am Kampf für Abtreibung und gegen die lateinamerikanischen Diktaturen teil, ohne jedoch jemals Stellung für Kuba bezogen zu haben.
Als Anhängerin der radikalen Linken wurde sie Mitglied zweier linksradikaler Organisationen, der Révolution! und der Organisation Communiste des Travailleurs, also der kommunistischen Arbeiterbewegung.
Nach einem Ökonomiestudium in Paris arbeitete sie eine Zeit lang in verschiedenen Berufen (Fahrkartenentwerterin bei der Metro, Kassiererin, Arbeiterin, Buchhaltungsgehilfin u. a.). Anschließend arbeitete sie fünf Jahre lang als Bibliothekarin und zehn Jahre lang in einem mittelständischen Unternehmen, das sich auf die Computer-Katalogisierung von Bibliotheken spezialisierte.
In den 1980er Jahren nahm sie an den Kämpfen gegen die Atomkraft und für die Palästinenser teil. Sie missbilligte den Zionismus.

### Politikerin bei den Grünen
1993 trat sie den französischen Grünen bei. 1995 bis 2001 war sie Stadträtin von Paris, 1996/1997 Sprecherin der Pariser Grünen und 1999 bis 2000 Sprecherin der Grünen Frankreichs. Von 2000 bis 2002 war sie als Mitglied des collège exécutif der Grünen verantwortlich für wirtschaftliche und soziale Fragen.
Im Jahre 2002 setzte sie sich, unterstützt von den Linken, bei den Wahlen zur französischen Nationalversammlung gegen den Bürgermeister des 1. Pariser Arrondissements Jean-François Legaret (UMP) durch und errang das Mandat für den Wahlkreis Paris 1. Diese Wahl galt als Überraschung, da dieser Wahlkreis sehr bürgerlich und wohlhabend ist und bis dato fest in den Händen konservativer Kandidaten war. Sie wurde dabei im 1. und 4. Arrondissement zwar klar geschlagen, bekam aber viele Stimmen bei den Wählern des 2. und 3. Arrondissements, die als Hochburg der Bobos gelten.

## Politische Mandate
- 1995–2001: Mitglied im Stadtrat von Paris
- seit 2002: Abgeordnete der Assemblée nationale